# Salcedo (Pontevedra)

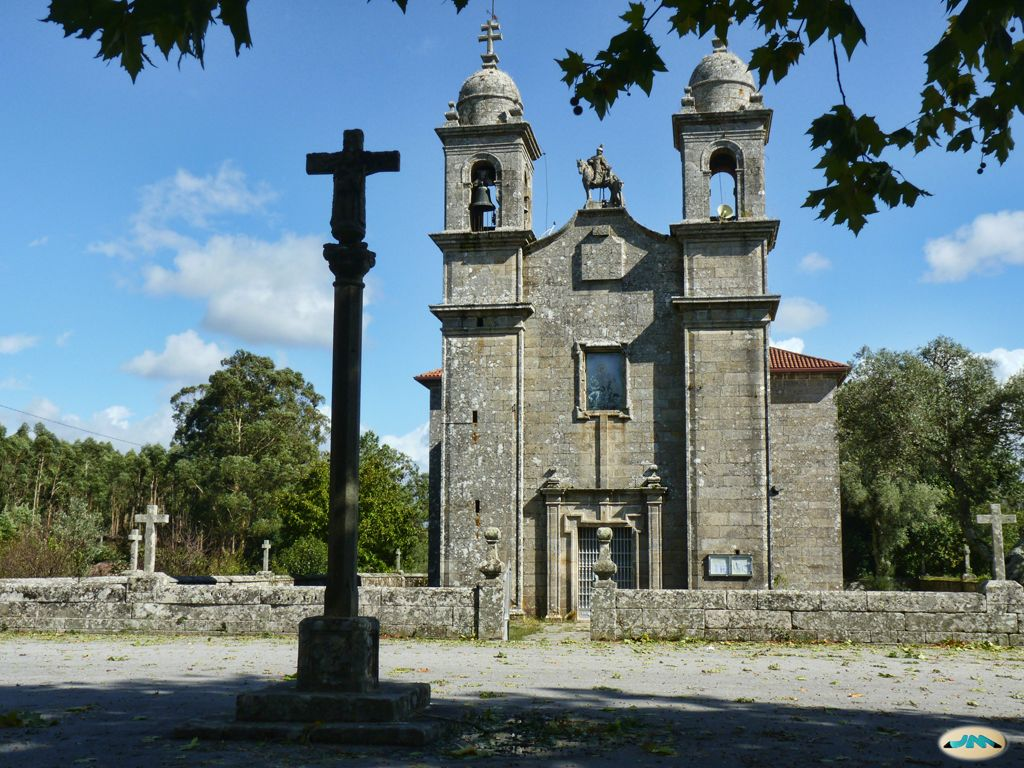
Iglesia parroquial de San Martiño.

Salcedo es una parroquia del municipio español de Pontevedra, en España. 

## Ubicación
Situada en el sur del término municipal de Pontevedra, esta parroquia limita con Lourizán, Tomeza y con el término municipal de Vilaboa. 

## Geografía humana

### Demografía
| Gráfica de evolución demográfica de Salcedo entre 1842 y 1860 |
| |
| Población de derecho según los censos de población del INE Población de hecho según los censos de población del INEEn este censo se denominaba Salceda: 1842 Entre el censo de 1877 y el anterior, este municipio desaparece porque se agrupa en el municipio 36038 (Pontevedra) |

Según el padrón municipal de 2000 tenía 2.259 habitantes (1.057 hombres, 1.180 mujeres) y en el 2008 tenía 2.123 habitantes en total (1.027 hombres y 1.096 mujeres), por lo tanto ha bajado un 4,7 por ciento en estos 8 años.

### Aldeas
A Almuíña - A Armada - Birrete - Cabanas - O Campo da Porta - A Cancela - A Carballa - A Carballeira - O Carballo do Pazo - O Carramal - O Casal - A Costa - O Cruceiro - A Esculca - A Igrexa - Matalobos - A Muimenta - O Nabalexo - A Ruibal - O Xistro - San Blas- O Pazo

## Lugares de interés
En esta parroquia pontevedresa se encuentra el Pazo de Gandarón, que acoge la Misión Biológica de Galicia, un centro estatal de investigación dependiente del Ministerio de Ciencia, Innovación y Universidades,  que centra sus investigaciones en la mejora genética de los cultivos de zonas húmedas. Esparcidos por su geografía, también encontramos el Pazo de García Flórez y de Miradores, así como la Casa de la Granja y la casa Reitoral.
Así mismo, en Salcedo se halla la iglesia parroquial de San Martiño y la capilla de San Blas. El origen de la capilla de San Blas no está bien definido, aunque el estilo gótico predomina en la parte más antigua. El resto es del siglo XVIII. 
La Iglesia de San Martiño de Salcedo, dedicada a San Martín de Tours, patrón de la parroquia, es de estilo neoclásico y data de 1795. La fachada principal se caracteriza por su sobriedad y simetría. Presenta una estructura de tres cuerpos verticales con un cuerpo central más elevado y dos torres gemelas laterales de base cuadrada, coronadas por cúpulas semiesféricas rematadas en cruces arzobispales con una barra transversal. El acceso principal está enmarcado por una portada sencilla con un dintel sostenido por pilastras molduradas, y sobre él se sitúa una ventana con la imagen ecuestre de San Martín de Tours, coronada por un vano ciego rectangular en la parte superior. El conjunto está rematado entre las dos torres por una escultura ecuestre de San Martín de Tours. Construida en piedra granítica, esta iglesia combina la solidez y austeridad propias de la tradición gallega con las proporciones armónicas y el lenguaje clásico del neoclasicismo, ofreciendo una imagen de proporción y equilibrio. El templo es de cruz latina con bóvedas de cañón. La iglesia fue restaurada y su reapertura después de esta restauración se produjo en mayo de 2025.
La fiesta patronal se celebra el día 11 de noviembre (san Martiño). Se celebra también San Blas, el día 3 de febrero, y Santa Rita, el día 22 de mayo.